# Distrito de la Unión Escolar Cajon Valley
El Distrito de la Unión Escolar Cajon Valley (Cajon Valley Union School District, CVUSD) es un distrito escolar del Condado de San Diego, California. Tiene su sede en El Cajón, y sirve a la mayoría de la ciudad. Gestiona escuelas primarias (elementary schools) y secundarias (middle schools). A partir de 2016 tiene 8.800 estudiantes. El Distrito de Escuelas Preparatorias de Grossmont Union gestiona las escuelas preparatorias (high schools) en el área.

## Historia
Se abrió en 1923.